# Albert III de Bavière
Pour les articles homonymes, voir Albert III.
Albert III de Bavière dit le Pieux en allemand der Fromme (né le 27 mars 1401 - mort à Munich le 27/29 février 1460 inhumé à Andechs) est le fils d'Ernest, duc de Bavière-Munich, et d'Élisabeth Visconti, elle-même fille de Barnabé Visconti. Il succède à son père comme duc de Bavière-Munich de 1438 jusqu'à sa mort.

## Biographie
Albert participe à la bataille d'Alling qui oppose les ducs Ernest et Guillaume III de Bavière à Munich, et le duc Louis VII de Bavière-Ingolstadt, qui a sauvé la vie de son père. En 1429, il est fiancé à Elisabeth, fille d'Eberhard III de Wurtemberg, mais elle s'enfuit et épouse un comte de Werdenberg qui a été page à la cour de son père.
En 1432, tout en étant l'administrateur des terres de Bavière-Straubing au nom de son père, il épouse secrètement Agnès Bernauer, servante[réf. nécessaire]à Augsbourg. Son père a connaissance de cette union secrète. Estimant que ce serait un problème pour la succession, il fabrique en 1435 une accusation de sorcellerie contre Agnès, qui est noyée à Straubing sur le Danube tandis qu'Albert est à la chasse. Au retour de la chasse, Albert se réfugie près du duc Louis VII en Ingolstadt ; il se réconcilie plus tard avec son père. En 1436, il épouse Anne de Brunswick-Grubenhagen-Einbeck (1420-1474), fille d'Eric Ier, duc de Brunswick-Grubenhagen, avec laquelle il a eu dix enfants.
Après la mort de son père en 1438, il devient duc de Bavière à Munich. En 1440, il refuse la couronne de Bohême, qui lui a été offerte. Il développe une forte campagne contre le Raubritter (brigandage de seigneurs féodaux qui recueillent les taxes et péages illégitimes, entre autres activités) en 1444 et 1445. Après l'extinction de la ligne ducale de Bavière-Ingolstadt en 1447, il renonce à ses droits en faveur d'un cousin de son père, Henry IV de Bavière-Landshut, malgré une forte opposition. En 1455, il fonde, sur une colline à l'est de l'Ammersee à Starnberg district, le monastère bénédictin de Andechs et il entreprend une importante réforme des monastères bavarois. Sa ferveur religieuse lui a valu le surnom le Pieux.
Il meurt en 1460 à Munich à la suite d'une épidémie de peste, le même jour que son fils Ernest. Il est enterré dans le monastère d'Andechs. Ses fils Jean IV et Sigismond lui succèdent conjointement.

## Mariages et descendance
Il épouse secrètement en  1432 une jeune roturière, Agnès Bernauer, qui est condamnée pour sorcellerie et noyée sur l'ordre de son père.
Il se remarie entre le 6 novembre 1435 et le 22 janvier 1437 avec Anne de Brunswick-Grubenhagen († en 1474), fille du duc Éric de Brunswick-Grubenhagen et d'Élisabeth de Brunswick-Göttingen, dont neuf enfants :
- Jean IV de Bavière, duc de Bavière-Munich en 1460 ;
- Ernest (1438-1460)
- Sigismond de Bavière, duc de Bavière-Munich de 1463 à 1467 en compétition avec son frère Albert
- Albert (1440-1445)
- Marguerite de Bavière (1442-1479), épouse en 1463 le marquis Frédéric Ier de Mantoue. Ils sont les grands-parents maternels du connétable Charles III de Bourbon ;
- Élisabeth (1443-1484), épouse en 1460 l'électeur Ernest Ier de Saxe ;
- Albert IV de Bavière (1447-1508), duc de Bavière-Munich puis duc de Bavière réunifiée.
- Christophe le Fort (1449–1493)
- Wolfgang (1451–1514).